# Hub, Pakistan
Hub är den största staden i distriktet Lasbela i den pakistanska provinsen Baluchistan. Folkmängden uppgick till cirka 175 000 invånare vid folkräkningen 2017.